# TVB Music Group
TVB Music Group Limited (Viết tắt: TMG), là công ty thu âm thuộc Công ty TNHH quảng bá truyền hình Hong Kong (TVB), thành lập vào ngày 15 tháng 11 năm 2013, tiền thân là Giải trí Tinh Mộng (星夢娛樂 The Voice Entertainment Group Limited), thay thế Tinh Hoán Quốc tế (星煥國際 Stars Shine International) nhắm thẳng vào âm nhạc trở thành đơn vị cung cấp các bài hát chương trình TVB độc quyền, bởi vậy sở hữu bản quyền các bài hát chương trình TVB đều thuộc TMG, phần lớn các bài hát chương trình TVB đều do các ca sĩ TMG hát, mà các ca sĩ TMG đồng thời cũng là nghệ sĩ TVB.
Ngày 18/2/2021, tổng tài hành chính tập đoàn TVB Lý Bảo An tuyên bố, Hà Triết Đồ từ 28/2/2021 từ chức tổng tài hành chính Giải trí Tinh Mộng, mọi nghiệp vụ âm nhạc của công ty sẽ do Tăng Chí Vỹ phụ trách. Ngày 2/3/2021, Hà Lệ Toàn thay thế Hà Triết Đồ làm tổng tài hành chính của Giải trí Tinh Mộng.
Ngày 29/10/2021, Giải trí Tinh Mộng chính thức thành lập thương hiệu âm nhạc Âm nhạc Ái Bạo (愛爆音樂 All About Music), chuyên môn quản lý công việc âm nhạc của các thí sinh chương trình tìm kiếm tài năng âm nhạc "Thanh mộng truyền kỳ" của TVB, thí sinh mùa 1 Diêu Trác Phi trở thành ca sĩ đầu tiên trực thuộc, phát hành đơn khúc cá nhân đầu tiên  "Hóa ra yêu đương là như thế" (原來談戀愛是這麼一回事).
Ngày 25/4/2022, Giải trí Tinh Mộng chính thức đổi tên thành TVB Music Group Limited, và ủy nhiệm Trương Trọng Hằng - cựu tổng giám đốc ban quản trị Tập đoàn Giải trí Anh Hoàng trở thành Tổng giám đốc điều hành của TVB Music Group Limited.

## Định hướng công ty

### TVB Music Group (TMG)
| Định hướng của TMG | Định hướng của TMG |
| Năm 2013           | Năm 2013 |
| ------------------ | --- |
| 22/10              | Để tư nhân hóa bộ phận nghệ sĩ thí sinh "Tinh mộng truyền kỳ", bồi dưỡng nhưng nghệ sĩ có tài năng và tiềm năng âm nhạc, TVB tuyên bố thành lập Giải trí Tinh Mộng, là công ty con của TVB, để thay thế Âm nhạc Chính Thị (正視音樂 TVB Music Limited) và thu nhận nghệ sĩ của Tinh Hoán Quốc tế (星煥國際 Stars Shine International). |
| 15/11              | TVB tổ chức lễ khánh thành Công TNHH Tập đoàn Giải trí Tinh Mộng. Tại buổi lễ, tuyên bố Quán quân kép của "Tinh mộng truyền kỳ" Trịnh Tuấn Hoằng chính thức gia nhập trở thành ca sĩ trực thuộc, và phát hành album đầu tiên. Đồng thời, Tinh Hoán Quốc tế tuyên bố chấm dứt hợp đồng với các nghệ sĩ của mình. Ngày 31/12/2013 chính thức dừng hoạt động, tất cả ca sĩ (ngoại trừ Tạ An Kỳ, Trịnh Hân Nghi và Super Girls) sẽ chính thức ký hợp đồng với Giải trí Tinh Mộng vào ngày 1/1/2014. |
| Năm 2021           | |
| 4/1                | Nữ nghệ sĩ Vương Hạo Nhi gia nhập Giải trí Tinh Mộng, phát hành ca khúc cá nhân đầu tiên "Ai là người bên cạnh" (誰人在身邊), là nhạc chủ đề bản Hong Kong của phim "Yến Vân Đài" |
| 16/1               | Châu Bách Hào tại lễ trao giải Top 10 Trung văn kim khúc lần thứ 43, đánh bại cựu nghệ sĩ Giải trí Tinh Mộng Hứa Đình Khanh và lần đầu giành được giải "Top 10 nam ca sĩ Trung văn kim khúc", trở thành nghệ sĩ Giải trí Tinh Mộng đầu tiên nhận được giải thưởng ca sĩ danh dự cao nhất từ ba đài khác ngoài TVB. |
| 18/2               | Giám đốc điều hành Tập đoàn TVB tuyên bố: "Hà Triết Đồ từ ngày 28/2/2021 rời chức vụ, phát triển sự nghiệp âm nhạc cá nhân. Từ nay, nghiệp vụ âm nhạc của công ty do Tăng Chí Vĩ phụ trách". |
| 18/2               | Trịnh Tuấn Hoằng tuyên bố vào năm ngoái đã kết thúc hợp đồng với Giải trí Tinh Mộng. |
| 28/2               | Hà Triết Đồ rời Giải trí Tinh Mộng. |
| 2/3                | Hà Lệ Toàn thay thế Hà Triết Đồ làm tổng tài hành chính Giải trí Tinh Mộng. |
| 28/4               | Cốc Á Vi phát hành album đầu tiên "Tường khóc" (哭牆) sau 5 năm ra mắt ở Tinh Mộng. |
| 20/9               | Viêm Minh Hy chính thức ra mắt với đơn khúc đầu tiên "Thanh cao của sự thật" (真話的清高). |
| 23/10              | Bài hát phái đài của Hồ Hồng Quân "Hôm nay không kinh doanh" (今天不營業) giành Quán quân 903 Top 20, trở thành bài hát Quán quân 4 đài đầu tiên của anh ấy và thứ năm của Giải trí Tinh Mộng. |
| 30/10              | Giải trí Tinh Mộng chính thức thành lập thương hiệu âm nhạc "Âm nhạc Ái Bạo All About Music", chủ yếu quản lý công việc âm nhạc của các thí sinh "Thanh mộng truyền kỳ". Diêu Trác Phi phát hành bài hát ra mắt cá nhân "Hóa ra yêu đương là như thế", là ca sĩ đầu tiên phát hành bài hát phát đài trực thuộc thương hiệu. |
| 13/11              | Tổng giám âm nhạc của Giải trí Tinh Mộng từ 2013 Vi Cảnh Vân từ chức. |
| Năm 2022           | |
| 28/1               | Nữ nghệ sĩ Đàm Gia Nghi phát hành album lớn đầu tiên của mình. |
| 6/4                | Nam nghệ sĩ Trịnh Tuấn Hoằng tuyên bố quay lại Giải trí Tinh Mộng. |
| 25/4               | Tên công ty đổi thành TVB Music Group. |
| 16/6               | Nam nghệ sĩ Ngô Nghiệp Khôn tuyên bố gia nhập Giải trí Tinh Mộng. |

### All About Music (AAM)
| Định hướng của AAM | Định hướng của AAM |
| Năm 2021           | Năm 2021 |
| ------------------ | --- |
| 7/9                | Trợ lý tổng quản lý (quản lý và phát triển nghệ sĩ) TVB Lạc Dịch Linh nói rõ tất cả học viên "Thanh mộng truyền kỳ" đều đã ký hợp đồng ca sĩ với Giải trí Tinh Mộng và hợp đồng người quản lý với TVB. |
| 20/9               | Tổng quán quân "Thanh mộng truyền kỳ" Viêm Minh Hy phát hành "Thanh cao của sự thật" (真話的清高), học viên đầu tiên ra mắt bài hát cá nhân, chính thức ra mắt. Vào thời điểm đó, Âm nhạc Ái Bạo chưa được thành lập nên việc phát hành bài hát và tuyên truyền đều do Giải trí Tinh Mộng phụ trách.                                                                                             |
| 30/10              | Giải trí Tinh Mộng chính thức thành lập thương hiệu âm nhạc mới "All About Music", chủ yếu quản lý công việc âm nhạc của các thí sinh từ chương trình tìm kiếm tài năng ca hát "Thanh mộng truyền kỳ" của TVB. Cùng ngày, á quân mùa 1 Diêu Trác Phi phát hành "Hóa ra yêu đương là như thế" (原來談戀愛是這麼一回事), trở thành ca sĩ đầu tiên phát hành bài hát phát đài dưới tên thương hiệu. |
| 27/11              | Viêm Minh Hy, Diêu Trác Phi, Chiêm Thiên Văn, Chung Nhu Mỹ thành lập nhóm nhạc After Class, phát hành bài hát "Hãy vì hồi ức hôm nay" (要為今日回憶), ra mắt với danh nghĩa của nhóm. |
| 27/12              | Nữ ca sĩ Viêm Minh Hy, Diêu Trác Phi cùng đoạt giải "Người mới kình bạo" tại Lễ trao giải Tân Thành Kình Bạo 2021. |
| Năm 2022           | |
| 11/1               | Nam ca sĩ Tiển Tĩnh Phong phát hành bài hát "May mắn của một con người" (一個人的幸運), chính thức ra mắt, là nam ca sĩ trực thuộc đầu tiên phát hành bài hát phát đài. |
| 4/2                | Nữ ca sĩ Chung Nhu Mỹ phát hành bài hát "Breakin' My Heart", chính thức ra mắt với danh nghĩa cá nhân. |
| 19/4               | Nam ca sĩ Truơng Trì Hào phát hành bài hát "Phía sau sắc thái" (色彩背面) là nhạc chủ đề phim truyền hình TVB Lời thú tội cuối cùng sau 18 năm 2.0, chính thức ra mắt. |

## Nghệ sĩ

### Nghệ sĩ trực thuộc
| Giải trí Tinh Mộng                   | Giải trí Tinh Mộng | Giải trí Tinh Mộng | Giải trí Tinh Mộng | Giải trí Tinh Mộng | Giải trí Tinh Mộng |
| ------------------------------------ | ------------------ | ------------------ | ------------------ | ------------------ | ------------------ |
| Nam                                  | Ngũ Phú Kiều       | Tạ Đông Mẫn        | Trịnh Tuấn Hoằng   | Ngô Nghiệp Khôn 1  | Châu Cát Bội       |
| Nam                                  | La Khải Hào        | Ngô Đại Cường      | Nhan Chí Hằng      | Vu Văn Tuấn        | Lương Hạo Thuyên   |
| Nữ                                   | Đàm Gia Nghi       | Cốc Á Vy           | Liên Thi Nhã 2     | Đới Tổ Nghi        | Vương Hạo Nhi      |
| Nữ                                   | Vương Mẫn Dịch     | La Dục Nghi        | Viêm Minh Hy       | Lý Giai            | Long Đình          |
| Nữ                                   | Chi Khốc Nghi      | Lâm Gia Vỹ         |                    |                    |                    |
| Âm nhạc Ái Bạo (Thương hiệu âm nhạc) |                    |                    |                    |                    |                    |
| Nam                                  | Tiển Tĩnh Phong    | Hà Tấn Lạc         | Trương Trì Hào     | Huỳnh Dịch Bân     | Lâm Trí Lạc        |
| Nam                                  | Tôn Hán Lâm        |                    |                    |                    |                    |
| Nữ                                   | Diêu Trác Phi      | Chung Nhu Mỹ       | Chiêm Thiên Văn    | Văn Khải Đình      | Lâm Quân Liên      |
| Nữ                                   | Phan Tĩnh Văn      | Lâm Chỉ Nghệ       | Thái Khải Dĩnh     | Lưu Chỉ Quân       | Ngô Nhược Hy       |
| Nhóm                                 | After Class        |                    |                    |                    |                    |

Chú giải 1: Hợp đồng người quản lý là Thiệu thị huynh đệ, hợp đồng bản quyền bài hát và đĩa hát do TMG giữ.
Chú giải 2: Hợp đồng người quản lý là Starzpeople, hợp đồng bản quyền bài hát và đĩa hát do TMG và Starzpeople cùng giữ.

### Nghệ sĩ đã rời
| Giải trí Tinh Mộng | Giải trí Tinh Mộng | Giải trí Tinh Mộng                            | Giải trí Tinh Mộng                        | Giải trí Tinh Mộng |               |
| ------------------ | ------------------ | --------------------------------------------- | ----------------------------------------- | ------------------ | ------------- |
| Nam                | Hứa Đình Khanh     | Trịnh Thế Hào (Gia nhập Giải trí Thiên Minh） | La Quân Mãn (Gia nhập Giải trí Tinh Đào)  | Diêu Binh          | Lâm Sư Kiệt   |
| Nam                | Cổ Gia Phong       | Lưu Tử Thạc                                   | Hồ Hồng Quân                              | Châu Bách Hào      |               |
| Nữ                 | Chung Gia Hân      | Vương Quân Hinh (Gia nhập Âm nhạc Thủ Tác)    | Tạ Văn Hân (Gia nhập Giải Trí Thiên Minh) | Hà Nhạn Thi        | Lâm Dĩnh Đồng |
| Nữ                 | Cúc Tử Kiều        |                                               |                                           |                    |               |

## Đoàn đội âm nhạc trực thuộc
Tổng giám đốc: Hà Lệ Toàn
Tổng giám đốc điều hành: Trương Trọng Hằng
Giám chế ca khúc: Lưu Dịch Thăng, Từ Lạc Thương, Từ Vịnh Du

## Các bài hát solo và album
| Tên album                                                                            | Số hiệu          | Ca sĩ         | Ngày phát hành                              | Bài hát |
| Năm 2020                                                                             | Năm 2020         | Năm 2020      | Năm 2020                                    | Năm 2020 |
| ------------------------------------------------------------------------------------ | ---------------- | ------------- | ------------------------------------------- | --- |
| 愛情無價/ Tình yêu vô giá                                                            | VEG0029          | Ngô Nhược Hy  | 16/6/2020                                   | Bài hát 1. 泣血薔薇/ Nước mắt máu tường vi 2. 為何你要背叛我/ Tại sao anh lại phản bội em 3. 我記得/ Em ghi nhớ 4. 每段愛還是錯/ Mỗi đoạn tình yêu vẫn là sai 5. 這位蠢才/ Đồ ngu xuẩn này 6. 沒有你並無掛念/ Không có anh cũng khong nhớ nhung |
| 妳幸福嗎/ Em hạnh phúc không                                                         | VEG0030          | Hồ Hồng Quân  | 23/9/2020                                   | Bài hát 1. 偷聽情歌 2. 偉業街 3. 太難開始/ Bắt đầu quá khó 4. 沒身份妒忌/ Không có tư cách ghen 5. 凡人不懂愛/ Người phàm không biết yêu 6. 妳幸福嗎?/ Em hạnh phúc không? 7. 一刀切/ Cưỡng cầu |
| 不能放手/ Không thể buông tay                                                        | VEG0031          | Cúc Tử Kiều   | 12/9/2020                                   | Bài hát 1. 鋼鐵有淚/ Sắt thép cũng rơi lệ 2. 沒有你開始/ Không có anh bắt đầu 3. 逆光飛翔/ Ngược sáng bay lên 4. 你喜歡說謊/ Anh thích nói dối 5. 我輸不起/ Em thua không nổi 6. 不能放手/ Không thể buông tay 7. 沒完沒了 |
| Năm 2021                                                                             |                  |               |                                             | |
|                                                                                      |                  |               |                                             | |
| Năm 2022                                                                             |                  |               |                                             | |
| Eyes On Me 新曲+精選 2022/ Eyes On Me Bài mới + chọn lọc 2022                        | VEG0034          | Đàm Gia Nghi  | 28/1/2022                                   | Bài hát 1. Eyes On Me 2. 天使/ Thiên sứ 3. 原來有愛/ Háo ra có yêu 4. 印記/ Dấu ấn 5. 陪著你走/ Bước đi cùng em 6. Falling in Love 7. 喜愛便一起/ Yêu thích ở bên nhau 8. 想勇敢一次/ Muốn dũng cảm một lần 9. 真心不變/ Thật lòng không đổi 10. 今宵多珍重/ Đêm nay trân trọng biết bao 11. Lonely 12. 怎樣去愛/ Làm sao để yêu 13. Christmas With You 14. 不可能發生/ Không thể nào xảy ra 15. Can you Hear |
| 青春本我電視劇原聲大碟/ Album Soundtrack phim truyền hình Thanh xuân bản ngã         | AAM0001 AAM0001L | Nhiều nghệ sĩ | CD: 14/2/2022 CD 2: 14/3/2022 LP: 18/7/2022 | Bài hát 1. 快啲快啲/ Nhanh lên nhanh lên - Văn Khải Đình, Tiển Tĩnh Phong, Trương Trì Hào, Lâm Trí Lạc, Thái Khải Dĩnh, Hà Tấn Lạc, Phan Tĩnh Văn, Tôn Hán Lâm, Lâm Quân Liên, Lâm Chỉ Nghệ, Chiêm Thiên Văn, Huỳnh Dịch Bân 2. 自我推介/ Tự tôi đề cử - Văn Khải Đình, Lâm Quân Liên, Phan Tĩnh Văn, Chiêm Thiên Văn, Chung Nhu Mỹ 3. 別難過/ Đừng có buồn - Trương Trì Hào, Văn Khải Đình 4. 兄弟幫/ Hội anh em - Trương Trì Hào, Tiển Tĩnh Phong, Hà Tấn Lạc, Lưu Triển Đình, Lý Thiệu Kiên 5. 複雜/ Phức tạp - Viêm Minh Hy 6. 靈魂伴侶/ Tâm hồn đồng điệu - Diêu Trác Phi 7. 傻人/ Kẻ ngốc - Chung Nhu Mỹ 8. #即影即有/ #Chụp xong thân liền - Viêm Minh Hy, Diêu Trác Phi, Chung Nhu Mỹ 9. 青春本我/ Thanh xuân bản ngã - Hà Tấn Lạc, Tiển Tĩnh Phong |
| 無綫電視 55 周年大碟 - 經典．傳承/ Album kỷ niệm 55 năm TVB - Kinh điển．Truyền thừa | TMG0001          | Nhiều nghệ sĩ | 19/11/2022                                  | Bài hát 1. 上海灘/ Bến Thượng Hải - Đàm Tuấn Ngạn, Trần Sơn Thông, Viên Vỹ Hào, Tiển Tĩnh Phong, Trương Trì Hào, Huỳnh Dịch Bân 2. 荳芽夢/ Giấc mơ giá đỗ - Lộ Vân Na, Chiêm Thiên Văn 3. 忘盡心中情/ Quên hết tình trong lòng - Diệp Chấn Đường, Tiển Tĩnh Phong 4. 假使有日能忘記/ Giả sử có ngày có thể quên - Tô Vĩnh Khang, Lâm Quân Liên 5. 長流不息/ Chảy dài không dứt - Lê Thụy Ân, Hà Tấn Lạc 6. 雪山飛狐/ Tuyết sơn phi hồ - Lữ Phương, Đàm Gia Nghi 7. 祝君好/ Chúc Quân Hảo - Trương Trí Lâm, Vương Hạo Nhi 8. 星夜星塵/ Tinh dạ tinh trần - Trần Khiết Linh, Diêu Trác Phi 9. 明天仍要繼續/ Ngày mai vẫn phải tiếp tục - Đàm Vịnh Lân, Viêm Minh Hy 10. 華麗轉身/ Chuyển mình hoa lệ - Uông Minh Thuyên, Chung Nhu Mỹ                         |
| Năm 2023                                                                             |                  |               |                                             | |
| 我們在結束時開始 新曲+精選/ Chúng ta bắt đầu lúc kết thúc Bài mới + chọn lọc         | TMG0002          | Hồ Hồng Quân  | 17/2/2023                                   | Bài hát 1. 我們在結束時開始/ Chúng ta bắt đầu lúc kết thúc 2. 祝君好/ Chúc Quân Hảo 3. 太多不知道/ Không biết quá nhiều 4. 逆襲/ Phản kháng 5. 抱擁情人/ Ôm ấp người tình 6. 最難忘一天/ Một ngày khó quên nhất 7. 到此一遊/ Đến đây một chuyến 8. 遙不可及/ Xa không thể tới 9. 凡人不懂愛/ Người phàm không biết yêu 10. 十字路口/ Ngã tư đường 11. 命運的意外/ Sự bất ngờ của vận mệnh 12. 高攀/ Trèo cao |
| 隨意瞞/ Tùy ý lừa dối                                                                | TMG0003          | Cúc Tử Kiều   | 19/5/2023                                   | Bài hát 1. 隨意瞞/ Tùy ý lừa dối 2. 愛無餘地/ Yêu không dư thừa 3. 你就是天下/ Chàng chính là thiên hạ 4. 我會害怕/ Em sẽ sợ hãi 5. 愛很美麗/ Tình yêu rất đẹp 6. 秘密花園/ Vườn hoa bí mật 7. 不相信別人/ Không tin tưởng người khác 8. 蝴蝶效應/ Hiệu ứng bươm bướm 9. 我就像從前/ Ta vẫn như trước đây 10. 不悔的決心/ Quyết tâm không hối hận |

## Nhạc chủ đề TVB

### Nhạc phim TVB

#### 2010s
| Tên bài hát                            | Ca sĩ                          | Viết nhạc            | Viết lời       | Phim                                                    | Album                                                             |
| Năm 2013                               | Năm 2013                       | Năm 2013             | Năm 2013       | Năm 2013                                                | Năm 2013                                                          |
| -------------------------------------- | ------------------------------ | -------------------- | -------------- | ------------------------------------------------------- | ----------------------------------------------------------------- |
| 騙徒/ Betray                           | Lâm Sư Kiệt                    | Lâm Sư Kiệt          | Tống Bái Ngôn  | Nhạc đệm phim "Mái ấm gia đình"                         | —                                                                 |
| 小木偶的話/ Lời nói của anh người gỗ   | Lâm Sư Kiệt                    | Lâm Sư Kiệt          | Tống Bái Ngôn  | Nhạc đệm phim "Mái ấm gia đình"                         | TV Love Songs Forever                                             |
| 逃出地球/ Trốn khỏi địa cầu            | Lâm Sư Kiệt                    | Lâm Sư Kiệt          | Tống Bái Ngôn  | Nhạc đệm phim "Mái ấm gia đình"                         | —                                                                 |
| 兩句/ Hai câu                          | Trịnh Tuấn Hoằng, Điền Nhụy Ni | Diệp Triệu Trung     | Huỳnh Hậu Lâm  | Nhạc chủ đề phim "Trạng sư đại náo"                     | —                                                                 |
| 鬥快/ Đấu nhanh                        | Hồ Hồng Quân                   | Eric Kwok            | Trương Mỹ Hiền | Nhạc chủ đề "Miêu thỉ ma ma"                            | —                                                                 |
| Năm 2014                               |                                |                      |                |                                                         |                                                                   |
| 休止符/ Dấu lặng                       | Ngô Nhược Hi                   | Label Li, Damon Chui | Label Li       | Nhạc chủ đề phim "Khoảnh khắc tình yêu đến (Singapore)" | The Love Collection                                               |
| 愛我請留言/ Yêu em hãy để lại lời nhắn | Ngô Nhược Hi                   | Trương Gia Thành     | Trương Mỹ Hiền | Nhạc chủ đề phim "Yêu em hãy để lại lời nhắn"           | The Love Collection                                               |
| 想起你/ Nhớ ra anh                     | Ngô Nhược Hi                   | Trương Gia Thành     | Trương Mỹ Hiền | Nhạc chủ đề phim "Người kế nghiệp"                      | The Love Collection                                               |
| 忠臣/ Trung thần                       | Hà Nhạn Thi, Vương Tổ Lam      | Diệp Triệu Trung     | Vương Tổ Lam   | Nhạc chủ đề phim "Thực vi nô"                           | —                                                                 |
| 鋼琴哭/ Piano khóc                     | Chung Gia Hân                  | Trương Gia Thành     | Du Tư Hàng     | Nhạc chủ đề phim "Khoảnh khắc tình yêu đến (Hàn Quốc)"  | TV Love Songs Forever/ Under The Stars                            |
| 小天使的話/ Lời nói của tiểu thiên sứ  | Lâm Sư Kiệt                    | Lâm Sư Kiệt          | Trần Bái Ngôn  | Nhạc đệm phim "Mái ấm gia đình"                         | —                                                                 |
| 護航/ Che chở                          | Hứa Đình Khanh                 | Trương Gia Thành     | Dương Hi       | Nhạc chủ đề phim "Tây du ký"                            | Colour by Numbers/ TV Love Songs Forever/ The Ultimate Collection |
| 考驗/ Thử thách                        | Trịnh Tuấn Hoằng               | Từ Lạc Thương        | Dương Hi       | Nhạc chủ đề phim "Điểm kim thắng thủ"                   | Câu chuyện của gấu trúc                                           |
| 棋逢敵手/ Kỳ phùng địch thủ            | Hồ Hồng Quân, Từ Tử San        | Trương Gia Thành     | Trương Mỹ Hiền | Nhạc kết thúc phim "Điểm kim thắng thủ"                 | TV Love Songs Forever                                             |
| 歸途/ Đường về                         | Trịnh Tuấn Hoằng               | Vi Cảnh Vân          |                | Nhạc chủ đề phim "Hàn sơn tiềm long"                    | Câu chuyện của gấy trúc                                           |
| 她最好/ Cô ấy tốt nhất                 | Vương Quân Hinh                | Trương Gia Thành     | Dương Hi       | Nhạc kết thúc phim "Hàn sơn tiềm long"                  | TV Love Songs Forever - Tình ca phim truyền hình TVB              |

#### 2020s
| Tên bài hát                                         | Ca sĩ                                                              | Viết nhạc              | Viết lời                  | Phim                                               |
| Năm 2020                                            | Năm 2020                                                           | Năm 2020               | Năm 2020                  | Năm 2020                                           |
| --------------------------------------------------- | ------------------------------------------------------------------ | ---------------------- | ------------------------- | -------------------------------------------------- |
| 世事何曾是絕對/ Chuyện đời không có gì là tuyệt đối | Đàm Gia Nghi (Hát gốc: Lư Quán Đình)                               | Lư Quán Đình           | Đường Thư Sâm             | Nhạc kết thúc phim "Bước qua ranh giới 2"          |
| 不能放手/ Không thể buông tay                       | Cúc Tử Kiều                                                        | Từ Lạc Thương          | Trương Mỹ Hiền            | Nhạc kết thúc phim "Sứ đồ hành giả 3"              |
| 無人問我/ Không ai hỏi tôi                          | Lâm Phong                                                          | Trương Gia Thành       | Trương Mỹ Hiền            | Nhạc chủ đề phim "Sứ đồ hành giả 3"                |
| 心眼/ Tâm nhãn                                      | Vương Hạo Tín                                                      | Chu Tuấn Kiệt          | Trương Mỹ Hiền            | Nhạc chủ đề phim "Bước qua ranh giới 2"            |
| 低谷天堂/ Thung lũng thiên đường                    | Lâm Phong, Cúc Tử Kiều                                             | Trương Gia Thành       | Trương Mỹ Hiền            | Nhạc đệm phim "Sứ đồ hành giả 3"                   |
| 愛情事/ Chuyện tình yêu                             | Liên Thi Nhã                                                       | Trương Gia Thành       | Trương Mỹ Hiền            | Nhạc chủ đề phim "Chuyện tình Hong Kong"           |
| 哭牆/ Tường khóc                                    | Cốc Á Vi                                                           | Chu Tuấn Kiệt          | Thi Từ                    | Nhạc kết thúc phim "Chuyện tình Hong Kong"         |
| 逆流直上/ Ngược dòng thời đại                       | Tạ Đông Mẫn, Đới Tổ Nghi                                           | Trương Gia Thành       | Trương Mỹ Hiền            | Nhạc đệm phim "Chuyện tình Hong Kong"              |
| Năm 2021                                            |                                                                    |                        |                           |                                                    |
| 誰人在身邊/ Ai sẽ là người ở cạnh ta                | Vương Hạo Nhi                                                      | Truơng Gia Thành       | Trương Mỹ Hiền            | Nhạc chủ đề phim "Yến vân đài"                     |
| 我不想別離/ Em không muốn biệt ly                   | Vương Hạo Nhi                                                      | Từ Lạc Thương          | Trương Mỹ Hiền            | Nhạc chủ đề phim "Lực lượng phản ứng 2021"         |
| 習慣/ Thói quen                                     | Cốc Á Vi                                                           | Lưu Dịch Thăng         | Lâm Vịnh Nghiên, Cốc Á Vi | Nhạc kết thúc phim "Lực lượng phản ứng 2021"       |
| 敢愛敢恨/ Dám yêu dám hận                           | Đới Tổ Nghi                                                        | Chu Tuấn Kiệt          | Truơng Mỹ Hiền            | Nhạc đệm phim "Lực lượng phản ứng 2021"            |
| 摯友/ Bạn thân                                      | Ngô Hạo Khang                                                      | Chu Tuấn Kiệt          | Dương Hi                  | Nhạc chủ đề phim "Mất trí 24 giờ"                  |
| 逆著風/ Ngược chiều gió                             | Trịnh Tuấn Hoằng                                                   | Trương Gia Thành       | Lý Tuấn Nhất              | Nhạc chủ đề phim "Đại bộ tẩu"                      |
| 愛很美麗/ Tình yêu rất đẹp                          | Cúc Tử Kiều                                                        | Trương Gia Thành       | Truơng Mỹ Hiền            | Nhạc chủ đề phim "Ái Mỹ Lệ cuồng tưởng khúc"       |
| Falling In Love                                     | Đàm Gia Nghi                                                       | Quảng Tĩnh Hân         | Wayne James               | Nhạc kết thúc phim "Ái Mỹ Lệ cuồng tưởng khúc"     |
| 對與錯/ Đúng và sai                                 | Trịnh Tuấn Hoằng                                                   | Trương Gia Thành       | Trương Mỹ Hiền            | Nhạc chủ đề phim "Đồng nghiệp làm chuyện lớn"      |
| 錯的一天/ Một ngày sai lầm                          | Ngô Nhược Hi                                                       | Từ Lạc Thương          | Trương Mỹ Hiền            | Nhạc kết thúc phim "Đồng nghiệp làm chuyện lớn"    |
| 秘密花園/ Vườn hoa bí mật                           | Cúc Tử Kiều                                                        | Cúc Tử Kiều, Hề Y Ni   | Trương Mỹ Hiền            | Nhạc kết thúc phim "Nghịch thiên kỳ án"            |
| 逆襲/ Nghịch tập                                    | Hồ Hồng Quân                                                       | Trương Gia Thành       | Trương Mỹ Hiền            | Nhạc chủ đề phim "Nghịch thiên kỳ án"              |
| 喜愛便一起/ Yêu thích bên nhau hơn                  | Đàm Gia Nghi                                                       | Chu Tuấn Kiệt          | Dương Hi                  | Nhạc chủ đề phim "Nhất tiếu độ phàm gian"          |
| 天使/ Thiên sứ                                      | Đàm Gia Nghi                                                       | Trương Gia Thành       | Trương Mỹ Hiền            | Nhạc chủ đề phim "Con chúng mình là nhất"          |
| 太在意/ Quá để ý                                    | Liên Thi Nhã                                                       | Từ Lạc Thương          | Trương Mỹ Hiền            | Nhạc đệm phim "Hình trinh nhật ký"                 |
| 不相信別人/ Không tin tưởng người khác              | Cúc Tử Kiều                                                        | Lưu Dịch Thăng         | Trương Mỹ Hiền            | Nhạc kết thúc phim "Hình trinh nhật ký"            |
| 蝴蝶效應/ Hiệu ứng bươm bướm                        | Vương Hạo Tín, Cúc Tử Kiều                                         | Trương Gia Thành       | Trương Mỹ Hiền            | Nhạc đệm phim "Hình trinh nhật ký"                 |
| 天窗/ Thiên võng                                    | Vương Hạo Tín                                                      | Trương Gia Thành       | Trương Mỹ Hiền            | Nhạc chủ đề phim "Hình trinh nhật ký"              |
| 不可能發生/ Không thể xảy ra                        | Đàm Gia Nghi                                                       | Trương Gia Thành       | Trương Mỹ Hiền            | Nhạc chủ đề phim "Người yêu thông minh"            |
| 你我她/ Anh, em và cô ấy                            | Đàm Gia Nghi                                                       | Từ Lạc Thương          | Trương Mỹ Hiền            | Nhạc chủ đề phim "Thất công chúa"                  |
| 門外的世界/ Thế giới bên ngoài                      | Trịnh Tuấn Hoằng                                                   | Trương Gia Thành       | Trương Mỹ Hiền            | Nhạc kết thúc phim "Nhà tôi không chuyện khó"      |
| 過關/ Qua ải                                        | Châu Bách Hào                                                      | Trương Gia Thành       | Trương Mỹ Hiền            | Nhạc chủ đề phim "Bả quan giả môn"                 |
| 從頭開始/ Bắt đầu từ đầu                            | La Thiên Vũ                                                        | Trương Gia Thành       | Trương Mỹ Hiền            | Nhạc chủ đề phim "Nhà tôi không chuyện khó"        |
| 愛心灌溉/ Ái tâm quán khái                          | Vương Hạo Nhi                                                      | Vi Cảnh Vân            | Dương Hi                  | Nhạc chủ đề phim "Mái ấm gia đình 4" (Từ tập 1237) |
| 好好珍惜自己/ Trân trọng bản thân thật tốt          | Chung Gia Hân                                                      | Chung Gia Hân          | Trương Mỹ Hiền            | Nhạc chủ đề phim "Bác sĩ nhi khoa"                 |
| 我會害怕/ Em sẽ sợ hãi                              | Cúc Tử Kiều                                                        | Trương Gia Thành       | Dương Hi                  | Nhạc kết thúc phim "Bác sĩ nhi khoa"               |
| 不敢開口/ Không dám mở miệng                        | Cốc Á Vy                                                           | Hà Gia Hào             | Cốc Á Vy                  | Nhạc đệm phim "Bác sĩ nhi khoa"                    |
| 殊途永遠/ Vĩnh viễn khác đường                      | Trịnh Tuấn Hoằng                                                   | Trương Gia Thành       | Dương Hi                  | Nhạc chủ đề phim "Hoán mệnh chân tướng"            |
| 只因深愛妳/ Chỉ vì quá yêu em                       | Đàm Tuấn Ngạn                                                      | Trương Gia Thành       | Trương Mỹ Hiền            | Nhạc đệm phim "Hoán mệnh chân tướng"               |
| 投降吧/ Đầu hàng đi                                 | Đàm Vĩnh Hạo                                                       | Trương Gia Thành       | Dương Hi                  | Nhạc đệm phim "Hoán mệnh chân tướng"               |
| 祝君好/ Chúc Quân Hảo                               | Hồ Hồng Quân (Nguyên xướng Trương Trí Lâm)                         | Cho Kyu Man            | Châu Lễ Mậu               | Nhạc chủ đề phim "Ánh trăng mùng 5 tháng 10"       |
| 祝君好/ Chúc Quân Hảo                               | Hồ Hồng Quân, Hà Y Đình, La Thiên Vũ (Nguyên xướng Trương Trí Lâm) | Cho Kyu Man            | Châu Lễ Mậu               | Nhạc kết thúc phim "Ánh trăng mùng 5 tháng 10"     |
| 我是王/ Tôi là vua                                  | Ngô Nghiệp Khôn                                                    | Từ Lạc Thương          | Dương Hi                  | Nhạc chủ đề phim "Quyền vương"                     |
| 光陰飛逝時/ Khi thời gian qua nhanh                 | Ngô Nhược Hi                                                       | Từ Lạc Thương          | Dương Hi                  | Nhạc chủ đề phim "Tiệm đồ quái dị"                 |
| 太多不知道/ Không biết quá nhiều                    | Hồ Hồng Quân                                                       | Hồ Hồng Quân           | Huỳnh Hậu Lâm             | Nhạc chủ đề phim "Ái thượng ngã đích suy thần"     |
| 我要和你在一起/ Em muốn cùng anh ở bên nhau         | Cốc Á Vy                                                           | Cốc Á Vy, Liêu Vũ Thần | Trương Mỹ Hiền            | Nhạc đệm phim "Ái thượng ngã đích suy thần"        |
| Năm 2022                                            |                                                                    |                        |                           |                                                    |
| 同路/ Cùng đường                                    | Trần Triển Bằng                                                    | Trương Gia Thành       | Trương Mỹ Hiền            | Nhạc chủ đề phim "Anh hùng thiết quyền"            |
| 天荒不老/ Thiên hoang bất lão                       | Cúc Tử Kiều                                                        | Từ Lạc Thương          | Trương Mỹ Hiền            | Nhạc kết thúc phim "Anh hùng thiết quyền"          |
| 自我處理/ Tự tôi xử lý                              | Đới Tổ Nghi                                                        | Trương Gia Thành       | Đới Tổ Nghi, Dương Hy     | Nhạc đệm phim "Thanh xuân bất yếu liễm"            |
| Hat It All                                          | Andy Schaub                                                        | Andy Schaub            | Andy Schaub               | Nhạc đệm phim "Thanh xuân bản ngã"                 |
| 大志/ Chí lớn                                       | Ngô Hạo Khang                                                      | Chu Tuấn Kiệt          | Dương Hy                  | Nhạc chủ đề phim "Zombie ăn não"                   |
| 大志/ Chí lớn                                       | Hà Quảng Bái, Quách Tử Hào, Phương Thiệu Thông                     | Chu Tuấn Kiệt          | Dương Hy                  | Nhạc kết thúc phim "Zombie ăn não"                 |
| 路再荒你在旁/ Đường hoang vắng, anh ở bên           | Liên Thi Nhã                                                       | Lưu Dịch Thăng         | Dương Hy                  | Nhạc chủ đề phim "Ngự tứ tiểu ngỗ tác"             |
| 伴我左右/ Sát cánh bên con                          | Vương Hạo Nhi                                                      | Trương Gia Thành       | Lý Tuấn Nhất              | Nhạc đệm phim "Tòa nhà Kim Tiêu 2"                 |
| Stand By Your Side                                  | Trịnh Tuấn Hoằng                                                   | Quảng Tĩnh Hân         | Wayne James               | Nhạc đệm phim "Tòa nhà Kim Tiêu 2"                 |
| 五味回憶/ Ngũ vị hồi ức                             | Ngô Nhược Hy                                                       | Lưu Dịch Thăng         | Dương Hy                  | Nhạc chủ đề phim "Thượng thực"                     |

### Nhạc phim hoạt hình TVB
| Tên bài hát                             | Ca sĩ                                                       | Biên khúc     | Viết lời    | Phim                                         |
| 2014                                    | 2014                                                        | 2014          | 2014        | 2014                                         |
| --------------------------------------- | ----------------------------------------------------------- | ------------- | ----------- | -------------------------------------------- |
| 前行吧                                  | Ngô Nhược Hy                                                | Từ Lạc Thuơng | Thiên Tuyền | Nhạc chủ đề phim "Aikatsu!"                  |
| 繼續走吧/ Tiếp tục đi đi                | Trịnh Thế Hào                                               | Huỳnh Hạo Trí | Thiên Tuyền | Nhạc chủ đề phim "Ginga e kickoff!!"         |
| 踢出天際                                | Hồ Hồng Quân                                                | Huỳnh Hạo Trí | Thiên Tuyền | Nhạc chủ đề phim "The knight in the area"    |
| 特命戰隊                                | La Quân Mãn                                                 | Huỳnh Hạo Trí | Thiên Tuyền | Nhạc chủ đề phim "Tokumei Sentai Go-Busters" |
| Switch On！                             | Vuơng Quân Hinh                                             | Từ Lạc Thương | Thiên Tuyền | Nhạc chủ đề phim "Kamen Rider Fourze"        |
| 身邊有你/ Bênh cạnh có bạn              | Trần Quốc Phong                                             | BACK-ON       | Thiên Tuyền | Nhạc chủ đề phim "GUNDAM Build Fighters"     |
| 唱吧！美樂天使/ Hát đi! Thiên sứ Mỹ Lạc | Đường Muội                                                  | Kotaro Kubota | Thiên Tuyền | Nhạc chủ đề phim "Chiến binh âm nhạc"        |
| 2015                                    |                                                             |               |             |                                              |
| 閃耀的力量                              | Đàm Gia Nghi                                                | Huỳnh Hạo Trí | Thiên Tuyền | Nhạc chủ đề phim "Aikatsu! II"               |
| 閃耀的寶石                              | Hà Nhạn Thi                                                 | Huỳnh Hạo Trí | Thiên Tuyền | Nhạc chủ đề phim "Jewelpet Happiness"        |
| 無窮且無盡                              | Trần Quốc Phong                                             | Huỳnh Hạo Trí | Thiên Tuyền | Nhạc chủ đề phim "GUNDAM Build Fighters"     |
| 2021                                    |                                                             |               |             |                                              |
| 夢/ Mơ                                  | Diêu Trác Phi, Chung Nhu Mỹ, Chiêm Thiên Văn, Văn Khải Đình |               | Dư Hạo Văn  | Nhạc chủ đề phim "Doraemon bản mới 2021"     |

### TVB Music Group
- TVB Music Group trên Facebook
- TVB Music Group trên Google+
- TVB Music Group trên Instagram
- TVB Music Group trên Sina Weibo
- Kênh TVB Music Group trên YouTube

### All About Music
- TVB Music Group trên Facebook
- TVB Music Group trên Instagram
- Kênh TVB Music Group trên YouTube